# Riepenburg
Die Riepenburg ist eine abgegangene Niederungsburg vom Typus einer Turmhügelburg (Motte) in Kirchwerder in den Hamburger Vierlanden, die in die Zeit zwischen etwa 1250 und 1506 zu datieren ist. Ihre Hauptaufgabe war die militärische Sicherung der Zollstelle Eyslingen (später Zollenspieker). Ab 1420 war sie der Verwaltungssitz des Amtes Riepenburg.

## Lage und Aussehen
Die Riepenburg befand sich am südlichsten der drei Flussarme der Elbe gegenüber der damaligen Mündung der Ilmenau bei dem Örtchen Haue. Dort gab es eine Verbindung zwischen der Ilmenau und dem gut schiffbaren mittleren Elbarm, der Gose Elbe. Auf dem vorgelagerten Werder Krauel war eine Zollstation eingerichtet worden, die es militärisch zu schützen galt. Später gab es dort auch eine Fähre. Die Anlage bestand aus zwei Gräben, denen Ringwälle vorgelagert waren. Die ovale Doppelwallanlage hatte einen Grundriss von etwa 150 × 220 Metern. In ihrer Mitte erhob sich ein aufgeschütteter Burgberg mit etwa 130 Meter Durchmesser, auf dem die Gebäude und die Verteidigungsmauer der Anlage standen. Im Süden lag die heutige Elbe, im Osten der oben genannte Verbindungsarm der Ilmenau zur Gose Elbe, von dem nur noch ein kleiner Teich, der Riepenburger Brook, zeugt.
Die Gebäude der Festungsanlage sind schwer zu rekonstruieren, da es nur sehr geringe archäologische Erkenntnisse dazu gibt. Es wird vermutet, dass sie dem nächstgelegenen Verwaltungszentrum, dem Schloss in Bergedorf, ähnelte, da sie ähnliche Aufgaben zu erfüllen hatte. Demnach könnte es sich um eine Anlage mit Wohnturm, einem Wohnhaus aus Fachwerk, Torhaus, Hof, einem kleinen Stall und einem Wehrgang gehandelt haben. Wie sie vor der Zerstörung von 1362 aussah, lässt sich jedoch nicht sinnvoll rekonstruieren.

## Geschichte

### Von der Gründung bis zur beiderstädtischen Eroberung (ca. 1250 bis 1420)

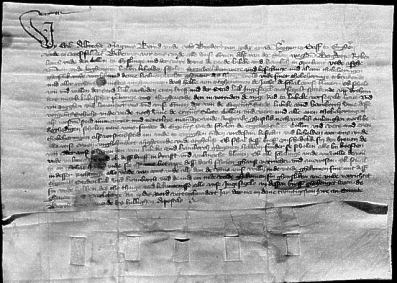
Durch den Perleberger Vertrag von 1420 fiel auch die Riepenburg unter beiderstädtische Herrschaft.

Der genaue Zeitpunkt der Grundsteinlegung des Festen Hauses Riepenburg ist nicht dokumentiert. Vermutlich wurde die Anlage um 1250 angelegt oder stark erweitert. Die Hauptaufgabe der Anlage war, die Zollstation Eyslingen (auch Yslingen, später Esslingen genannt) zu schützen. Diese Zollstation wurde bereits 1216 zum ersten Mal erwähnt. Zusätzlich wurde eine 1252 erstmals erwähnte Fähre geschützt, die eine Verbindung mit dem anderen Elbufer an der Stelle der ursprünglichen Ilmenau-Mündung herstellte: die Eyslinger Fähre, die später als Zollenspieker Fähre bekannt wurde. Der Namensgeber der Riepenburg war ihr Besitzer, der einem wendischen Adelsgeschlecht angehörende und 1289 urkundlich genannte Ritter Hermann Ribe, dem Herzog Albrecht II. von Sachsen-Wittenberg als Vormund seiner minderjährigen Neffen, der Söhne seines 1285 verstorbenen Bruders Johann I. von Sachsen-Lauenburg Ende des 13. Jahrhunderts zeitweise die Verwaltung des Herzogtums Sachsen-Lauenburg übertrug. Ab 1339 lebte der jüngste der Neffen, Herzog Erich I. von Sachsen-Lauenburg, einige Jahre auf der Riepenburg, die ihm 1322 im Vertrag von Lauenburg zugesprochen worden war.
Die Burg diente nachweislich als eines der vielen Bollwerke, von denen aus die Ritter den Kampf gegen die politisch und wirtschaftlich immer stärker werdenden freien Handelsstädte Hamburg und Lübeck führten; sie galt daher, wie viele andere feste Häuser der Gegend auch, als Raubritterburg. So wurde Hermann von Ribe, Sohn des Namensgebers der Burg, 1289 durch die Lübecker als Straßenräuber hingerichtet. Ein Landfriede von 1289 beruhigte die Lage, wenn auch die Überfälle auf Handelszüge bis zum Anfang des 15. Jahrhunderts anhielten. Im Zusammenhang mit den Auseinandersetzungen mit den Hansestädten, aber auch im Kampf um den Besitz der einträglichen Zollstation, kam es 1362 zu einem Angriff Wilhelms II. von Braunschweig-Lüneburg auf die Riepenburg, die zu jenem Zeitpunkt Erich II. von Sachsen-Lauenburg gehörte. Die Veste wurde erobert und geschleift. An ihrer Stelle wurde wenige Kilometer stromauf am Gammerort eine andere Veste errichtet, die ihrerseits nur kurz bestand. Die Riepenburg wurde wieder aufgebaut.
1370 verpfändete Erich III. von Sachsen-Lauenburg Bergedorf und Riepenburg an Lübeck. Sein Vetter und Erbe Erich IV. erklärte die Verpfändung als nichtig und eroberte 1401 in einem Handstreich das Bergedorfer Schloss. Damit fielen auch die Riepenburg und die Zollfähre in den Besitz der Lauenburger Herzöge zurück. Die Lübecker reagierten erst nach der Neuwahl ihres Senates im Jahr 1419 und überreichten, gemeinsam mit ihrem Verbündeten Hamburg, den Fehdebrief am 7. Juli 1420. Der Angriff auf Bergedorf mit einer Streitmacht aus 3800 Mann begann am 10. Juli 1420. Schon einen Tag später fiel die Stadt; die Veste in Bergedorf hielt bis zum 14./15. Juli 1420 stand. In der Folge wurde auch die Riepenburg mit 3000 Mann angegriffen. Am Morgen des 25. Juli 1420 stand die Streitmacht vor der mit 46 Mann besetzten Riepenburg. Angesichts der Übermacht ergaben sich die Verteidiger kampflos. Die Riepenburg ging zusammen mit Stadt und Schloss Bergedorf im Perleberger Friedensvertrag am 23. August 1420 in die gemeinsame Verwaltung Hamburgs und Lübecks über.

### Von der Vogtei zum Amt (1420 bis 1512)
Nachdem die Burg als Widerstandsnest gegen die Vormacht der hansischen Kaufleute ausgeschaltet war, wurde sie, wie auch Schloss Bergedorf, zu einem Verwaltungszentrum für die Vierlande umgebaut. Zwischen 1420 und 1422 bestimmten der Hamburger und der Lübecker Senat gemeinsam über die Geschicke der beiden Ämter. Ab 1422 wurde im vierjährigen, ab 1446 im sechsjährigen Wechsel ein Amtmann der jeweils anderen Stadt, meist ein ehemaliger Senator, in die beiderstädtischen Refugien gesandt. Auch die Zugehörigkeit der Senatoren in den beiden Ämtern war unterschiedlich: Während auf der Riepenburg der erste Amtmann aus Lübeck stammte, war der erste Bergedorfer Amtmann ein Hamburger.
Die Aufgaben der Amtmänner umfassten von der militärischen Oberhoheit über die Steuereintreibung bis hin zur Gerichtsbarkeit alle Facetten der politischen Verwaltung. Sowohl in Bergedorf als auch auf der Riepenburg musste der eingesetzte Amtmann acht Wehrhafte besolden und dem jeweiligen Senat eine Bürgschaft von 4000 Mark hinterlegen. Ihre Tätigkeit wurde von einem Konsortium überwacht, das aus Ratsmitgliedern beider Städte zusammengesetzt war.
Die letzte Amtszeit auf der Riepenburg begann 1506. In der Bergedorfischen Landesverfassung steht unter § 9,2, dass die Gebäude der Riepenburg zwischen 1508 und 1512 wegen Alter und Baufälligkeit abgerissen werden mussten. Da die Ilmenau inzwischen nicht mehr direkt in die Elbe, sondern kurz vor Erreichen des Stromes in die benachbarte Luhe mündete, war der Fähranleger und damit die Zollstation 1470 einige hundert Meter stromabwärts an die Stelle des heutigen Fährhauses Zollenspieker verlagert worden. Dadurch war die Riepenburg ihrer Hauptaufgabe entledigt. Der Verwaltungsbetrieb des Amtes Riepenburg wurde mit dem Amt Bergedorf vereinigt und unter dem Amtmann Hermann Messmann auf dem Bergedorfer Schloss zusammengefasst. Die Riepenburg wurde aufgegeben.

#### Liste der Amtmänner auf der Riepenburg
| Zeitraum  | Amtmann                  | Herkunft | Kommentar                                                                                                 |
| --------- | ------------------------ | -------- | --- |
| 1422–1426 | Nikolaus von Stiten      | Lübeck   | Ratsherr in Lübeck 1402 (1416 mit den anderen überlebenden Mitgliedern des Alten Rates wieder eingesetzt) |
| 1426–1430 | Marten Swartekog         | Hamburg  | |
| 1430–1434 | Johann Lüneburg          | Lübeck   | 1434–1438 Amtmann in Bergedorf; Lübecker Bürgermeister ab 1442                                            |
| 1434–1438 | Johan Vos                | Hamburg  | 1438–1442 Amtmann in Bergedorf; Hamburger Ratsherr                                                        |
| 1438–1442 | Tideman Hadewerk         | Lübeck   | Ratsherr in Lübeck seit 1428; 1442–1445 Amtmann in Bergedorf                                              |
| 1442–1446 | Hildebrand Brandes       | Hamburg  | |
| 1446–1452 | Johann Hovemann          | Lübeck   | Ratsherr in Lübeck seit 1428                                                                              |
| 1452–1458 | Hinrich Lesemann         | Hamburg  | Hamburger Bürgermeister 1458–1464                                                                         |
| 1458–1464 | Konrad Brekewoldt        | Lübeck   | Ratsherr in Lübeck seit 1455; 1464–70 Amtmann in Bergedorf                                                |
| 1464–1470 | Hans Lesemann            | Hamburg  | |
| 1470–1476 | Fritz Grawert            | Lübeck   | Ratsherr in Lübeck seit 1460, starb in Riepenburg                                                         |
| 1476–1482 | Hans Lesemann            | Hamburg  | |
| 1482–1488 | Engelbrecht Vickinghusen | Lübeck   | 1488–1494 Amtmann in Bergedorf                                                                            |
| 1488–1494 | Erik van Tzeven          | Hamburg  | Hamburger Bürgermeister 1499–1504                                                                         |
| 1494–1500 | Engelbrecht Vickinghusen | Lübeck   | |
| 1500–1506 | Matthias Schiphower      | Hamburg  | |
| 1506–1512 | Hermann Messmann         | Lübeck   | Lübecker Ratsherr ab 1496 1500–1506 und 1512–1515 (†) Amtmann in Bergedorf.                               |

### Nach dem Abriss (1512 bis heute)

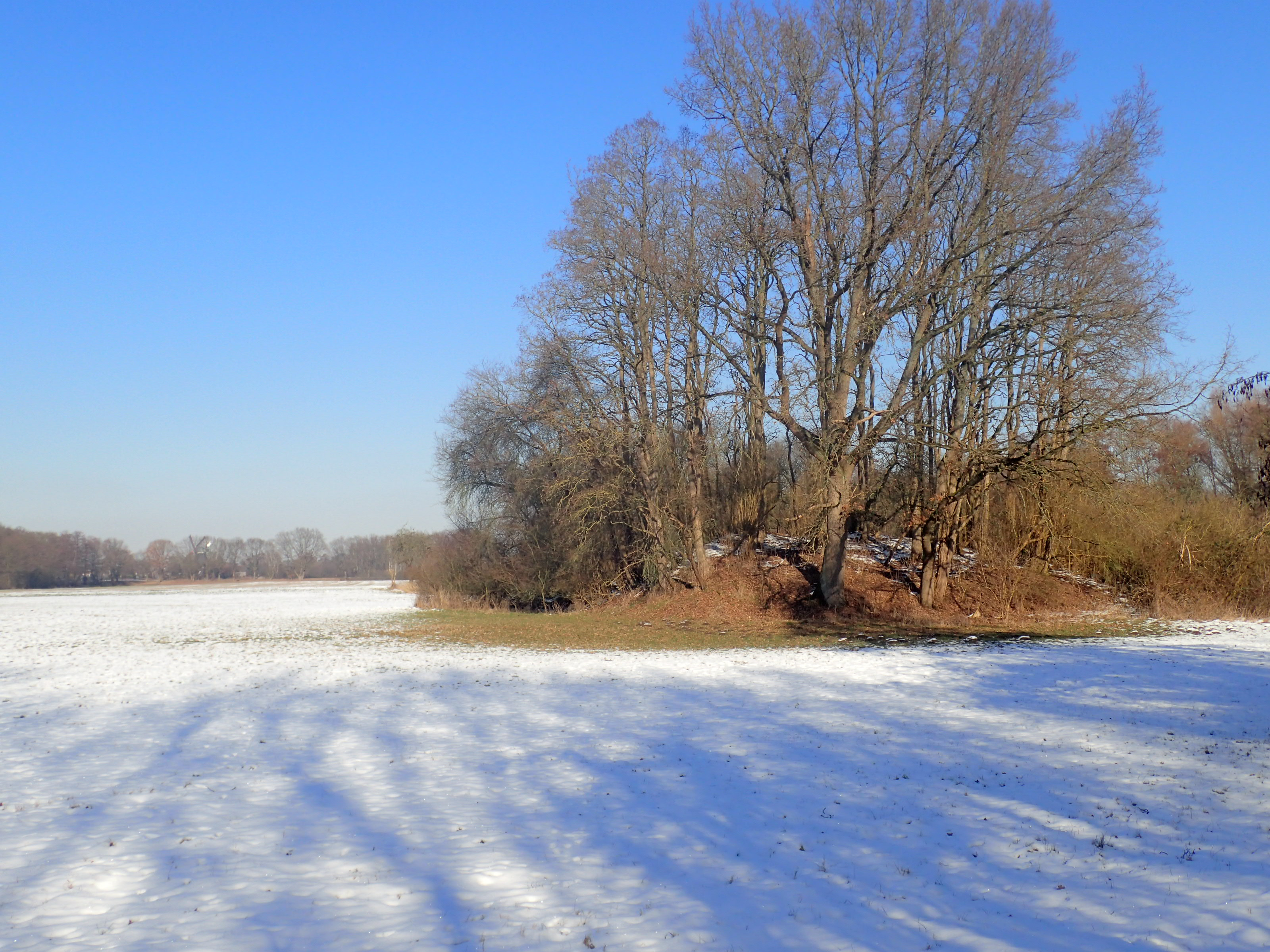
Riepenburg Reste der Burganlage (geschütztes Bodendenkmal) Zustand Feb. 2021

Nach dem Abriss des Festen Hauses und dem Wegfall der Verwaltungsaufgaben wurde das Gelände um die Riepenburg ausschließlich landwirtschaftlich genutzt. Ein Grundriss von 1826 zeigt die komplette Wall- und Grabenanlage der Burg mitsamt dem Burgberg. Er war, den Angaben des Zeichners J. H. von Holten zufolge, deutlich höher als der damalige Elbdeich. Auch die Erdwälle sind heute wesentlich niedriger als damals. Von den Erdanlagen sind die südöstliche Hälfte des Ringwalls mit vorgelagertem Graben in einer Länge von etwa 220 Metern und der Burghügel erhalten. Sie erreichen aber nicht mehr ihre ursprünglichen Höhen. Der Burgberg erhebt sich nach einer Katasteraufnahme aus dem Jahr 1964 etwa viereinhalb Meter über die Elbe und etwa zwei Meter über das umgebende Land und fällt damit kaum auf, zumal ihn der nahe Elbdeich weit überragt.
Die archäologischen Überreste der Riepenburg stehen unter Denkmalschutz. Ein Schild am Rundweg Zollenspieker weist auf die Bedeutung der sich schwach abzeichnenden Oberflächenformen.

#### Domäne Riepenburg

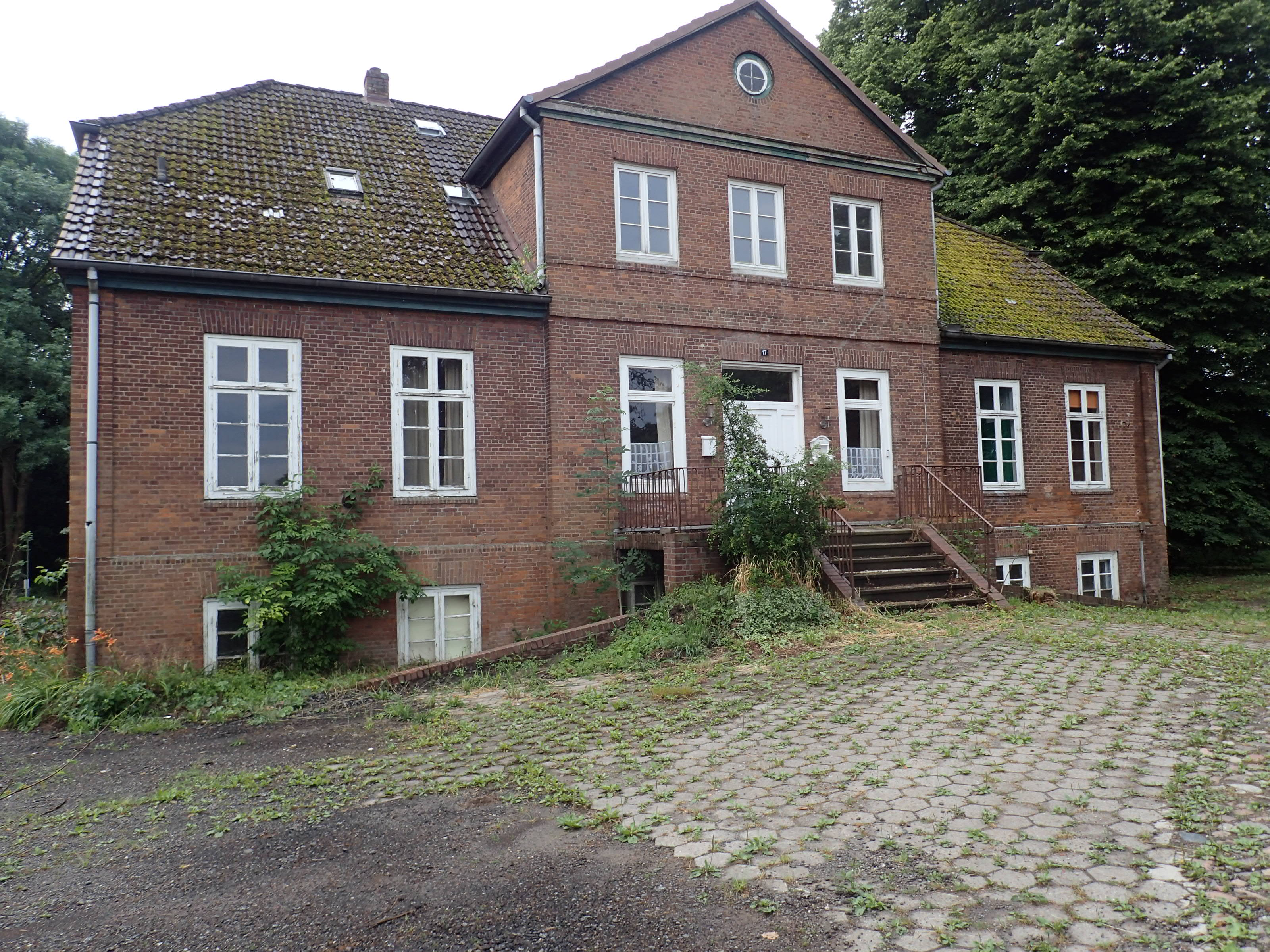
Das Verwalterhaus (Nordansicht). 1853 von Maacks und Fetterlein gebaut

Nachdem die Riepenburg nicht mehr Sitz des Amtmanns war, war sie nur noch ein staatlicher Gutsbetrieb (Staatsdomäne), der an einen Interessenten langfristig verpachtet wurde. Der Pächter wirtschaftete auf eigenes Risiko und musste jährlich eine feste Summe bezahlen. Die wurde auch bei Krieg oder Misswuchs nicht reduziert. Einzige Ausnahme war Deichbruch (Pachtbedingungen 1792).
Der Betrieb hatte jahrhundertelang ein Umfang von 110–120 ha. Nach Ende der beiderstädtischen Verwaltung (1867) wurde begonnen, Ländereien zu verkaufen. Die Riepenburger Mühle, die seit 1318 zur Burg gehörte, war 1828 abgerissen und als Holländerwindmühle wieder aufgebaut worden. 1878 wurde sie mit 8 ha von der Hofstelle abgetrennt und wird seitdem als eigenständiger Betrieb geführt.
Auf einer Fläche von 7 ha wurde 1908 ein Vogelschutzgehölz angelegt. Im Rahmen der Bodenreform in Deutschland nach dem Ersten Weltkrieg wurden Teile der Gutsländereien parzelliert und vorwiegend an kriegsbeschädigte Gärtner verkauft. Dabei entstanden die Siedlungen Krummer Hagen, Riebenweg und Zweiter Fersenweg. Die Fläche betrug 1997 noch 80,5 ha. Schon vorher war seit etwa 1985 kein wirtschaftlicher Gutsbetrieb mehr möglich und die Ländereien wurden von anderen Betrieben bewirtschaftet.
Auf dem Gelände befindet sich das Wohnhaus des Gutsverwalters, das 1853 neu gebaut worden ist. Die Pläne erstellten der bekannte Hamburger Baumeister Johann Hermann Maack und der Ratszimmermann Fetterlein. Die Wirtschaftsgebäude sind von 1906. Das Verwaltergebäude mit dem davor stehenden Hausbaum befindet sich seit Ende 2022 unter Denkmalschutz (ID 51456).